# Leongino Unzain
Leongino Unzain était un footballeur professionnel paraguayen né le 16 mai 1925 à Guarambaré au Paraguay et mort le 23 mars 1990 à Madrid (Espagne). Attaquant de petit gabarit (1,65 m), il a joué notamment au FC Grenoble.

## Clubs
- 1949-1950 : Club Nacional  Paraguay
- 1950-1951 : Lazio  Italie
- 1951-1956 : SC Toulon  France
- 1956-1957 : Girondins de Bordeaux  France
- 1957-1958 : AS Béziers  France
- 1958-1959 : FC Grenoble  France
- 1960-1961 : Rayo Vallecano  Espagne

## Palmarès
- International paraguayen en 1950